# 폴 린드

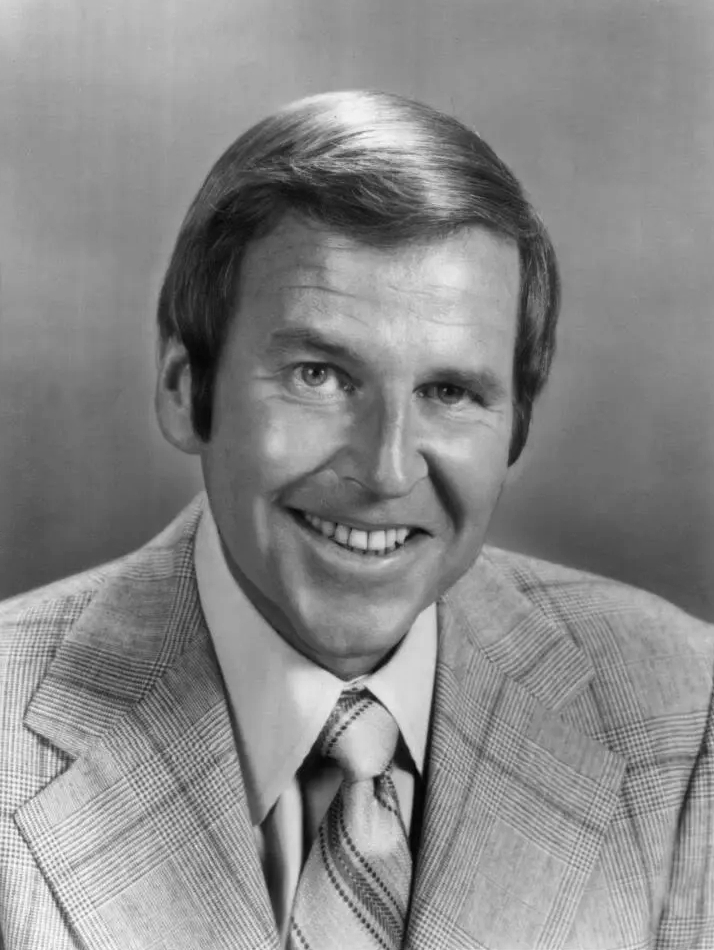

폴 린드(Paul Lynde, 1926년 6월 13일 ~ 1982년 1월 10일)는 미국의 희극 배우, 텔레비전 배우, 연극 배우, 성우, 각본가이다.
베벌리힐스에서 사망하였다. 사인은 심근 경색이다.

## 영화
- 빌런 (1979년)
- 오즈의 마법사 2 (1974년)
- 샬롯의 거미줄 (1973년)
- 유럽에서 생긴 일 (1968년)
- 글래스 바텀 보트 (1966년)
- 내 사랑 지니 (1965년)
- 비치 브랭켓 빙고 (1965년)
- 몬스터 가족 (1964년)
- 센드 미 노 플라워스 (1964년)
- 아내는 요술쟁이 (1964년)
- 언더 더 얌얌 트리 (1963년)
- 건망증 선생님 2 (1963년)
- 바이 바이 버디 (1963년)
- 빌코 상사 (1955년)
- 뉴 페이스 (1954년) - 본인 역